# Doñinos de Ledesma
Doñinos de Ledesma – gmina w Hiszpanii, w prowincji Salamanka, w Kastylii i León, o powierzchni 46,15 km². W 2011 roku gmina liczyła 83 mieszkańców.